# نسیمی (بیله‌سوار)
نسیمی (به ترکی آذربایجانی: Nəsimi، معروف به نووترویتسکویه Nonotroitskoye تا سال ۱۹۹۱) یک منطقه مسکونی در جمهوری آذربایجان است که در شهرستان بیله‌سوار (جمهوری آذربایجان) واقع شده‌است. نسیمی ۳۴۴۸ نفر جمعیت دارد.